# Посёлок отделения «Возрождение» совхоза «Калининский»
отделения «Возрождение» совхоза «Калининский» — посёлок в Голдинском сельском поселении Михайловского района Рязанской области.

## География
Расположен на автодороге Р22 «Каспий» (Москва — Тамбов — Волгоград) в 230 км от Москвы, в 15 км к юго-востоку от города Михайлов и в 63 км к юго-западу от Рязани. Ближайшая ж.-д. станция Голдино (на линии Кашира — Чаплыгин) находится в 8 км к юго-западу от посёлка.

## Население
| 2010 |
| ---- |
| 112  |